# Hypnotize
„Hypnotize“ е петият албум на американската метъл група System of a Down, появил се на пазара през ноември 2005, 6 месеца след излизането на своя предшественик „Mezmerize“. Двата албума, издадени в една и съща година, представляват две части от замисления като двоен албум проект „Mezmerize/Hypnotize“, песните в които са записани по едно и също време. Стилът в албума е подобен на този в „Mezmerize“, но музиката е по-тежка и динамична, като стиловите експерименти от първата част отстъпват за сметка на познатите тежки насечени рифове, рязко преминаващи в мелодични пасажи с изразителни чисти вокали. Участието на китариста Дарън Малакиан във вокалните партии е още по-осезаемо от това в „Mezmerize“, а песента „Lonely Day“ е изцяло изпята от Малакиан с епизодични включвания на Танкиан във вокалните хармонии на припевите. Много от песните отново критикуват пряко или косвено политиката на САЩ и световния ред въобще. Арменският геноцид също не е забравен като на него отново е посветена цяла песен – „Holy Mountains“. Интерес представлява парчето „Kill Rock'n'Roll“, зад чийто сериозен на пръв поглед текст се крие интересна история. По думите на Малакиан песента е написана по повод инцидент, който преживява с колата си. Един ден на път към дома си Дарън по невнимание сгазва заек, изненадващо изскочил на пътя. Прибирайки се пред къщата си вижда зеак, който много прилича на този, който е сгазил, да го гледа право в очите, сякаш укорявайки го за смъртта на другия заек. Дарън се почувствал виновен и гузен и решил да посвети песен на загиналия заек, като го кръсти условно Rock'n'Roll. Финалното парче в албума „Soldier Side“ всъщност е продължението на интрото на предния албум „Mezmerize“ (озаглавено също „Soldier Side“), с което придава своеобразна завършеност на проекта „Mezmerize/Hypnotize“.

## Песни
1. „Attack“ – 3:06
2. „Dreaming“ – 3:59
3. „Kill Rock'n'Roll“ – 2:27
4. „Hypnotize“ – 3:09
5. „Stealing Society“ – 2:58
6. „Tentative“ – 3:36
7. „U-Fig“ – 2:55
8. „Holy Mountains“ – 5:28
9. „Vicinity of Obscenity“ – 2:51
10. „She's Like Heroin“ – 2:44
11. „Lonely Day“ – 2:47
12. „Solder Side“ – 3:40

## Сингли
- „Hypnotize“ (2005)
- „Lonely Day“ (2006)

## Музиканти
- Серж Танкиан – вокали, кийборд
- Дарън Малакиан – китари, вокали
- Шаво Одаджиан – бас китара
- Джон Долмаян – барабани

## Персонал
- Рик Рубин – продуцент
- Дарън Макалиан – продуцент
- Брадън Ашер – координатор продукция
- Линдзи Чейс – координатор продукция
- Дейвид Шифман – записи
- Филип Брусаард – асистент записи
- Анди Уолъс – смесване
- Стив Сиско – асистент смесване
- Владо Мелер – мастериране
- Джейсън Ладер – едит
- Марк Ман – струнни аранжименти
- Джон О'Махони – про-туулс
- Вартан Малакиан – обложка
- Бранди Флауър – дизайн